# F. A. Beyes
F. A. Beyes war eine im 19. Jahrhundert von Friedrich August Beyes gegründete Uhrenfabrik mit Sitz in Hildesheim. Das Unternehmen war spezialisiert auf Großuhren wie Turmuhren, Hof- und Fabrikuhren sowie Uhren für die Eisenbahn.

## Geschichte
Die Hildesheimer Großuhrenfabrik wurde zur Zeit des Königreichs Hannover im Jahr 1863 gegründet und nach wenigen Jahren mehrfach für ihre Uhren ausgezeichnet. Gründer, Inhaber und Namensgeber war der Großuhrmacher Friedrich August Beyes.

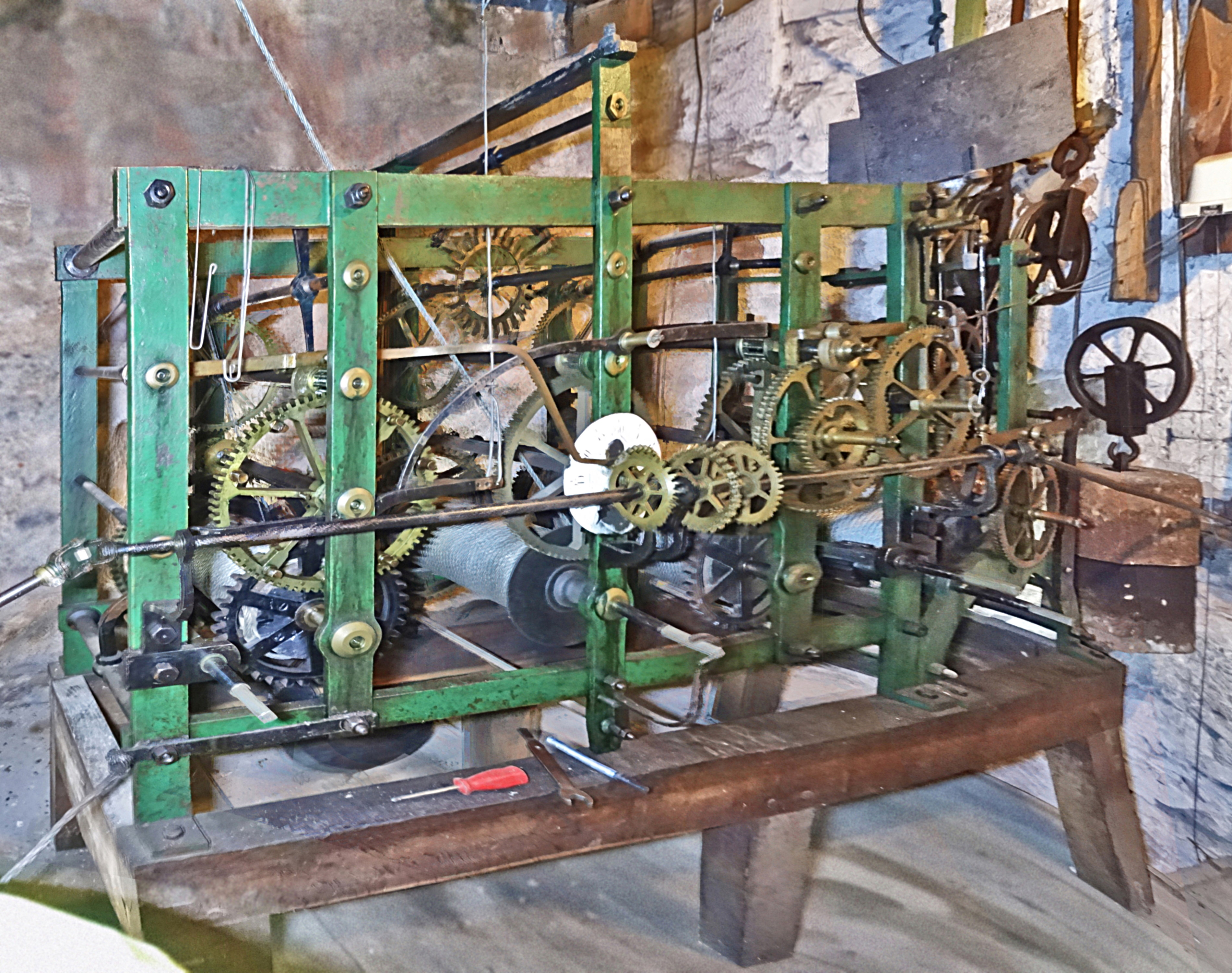
Turmuhrwerk (1869) St.-Martin-Kirche Markoldendorf

In den 1860er Jahren ist eine Zusammenarbeit von F. A. Beyes mit dem hannoverschen Hof-Uhrenhändler und Turmuhrmacher A. B. Dökel nachgewiesen: Deren gemeinschaftlich präsentierte „Thurmuhr, 30 Stunden Gehwerk, mit Viertel und Betglockenwerk“ hatte der Gewerbe-Verein für Hannover ab Mitte 1868 als Neuigkeit „in der permanenten Gewerbe-Ausstellung“ aufgestellt. Die Räumlichkeiten fanden sich seinerzeit im 2. Stockwerk der Hannoverschen Bank in der Georgstraße Ecke Schillerstraße, wo später das hannoversche Karstadt-Haus errichtet wurde.
Für ihre auf der Allgemeinen Gewerbeausstellung der Provinz Hannover im Jahr 1878 gezeigten Produkte erhielt F.A. Beyes den zweiten Preis. Ende 1879 warb die Firma in einer Annonce in der  Deutschen Uhrmacher-Zeitung damit, dass ihre Erzeugnisse bereits „auf 5 Ausstellungen“ prämiert worden waren.
Der Uhrmacher und Inhaber der gleichnamigen Firma F. A. Beyes war zeitweilig Teilhaber des Geschäfts von Robert Heyer in Hamburg, der ebenfalls Turmuhren herstellte.
Nach dem Tod von Friedrich August Beyes folgte 1902 Wilhelm Beyes als Inhaber nach. Wilhelm Beyes erschoss sich im Februar 1912 im Bürgerpark von Braunschweig, wohl aufgrund eines Gemütsleidens.
Bayes ging laut „Hildesheimer Allg. Ztg.“ 1912 durch Kauf in den Besitz des Turmuhrenfabrikanten Weule-Bockenem über. Der Betrieb wurde in Hildesheim unter der bisherigen Firma fortgesetzt. 1933 wurde das inzwischen als Kommanditgesellschaft geführte Unternehmen aufgelöst und die Firma F. A. Beyes für erloschen erklärt.

## Bekannte Uhrwerke

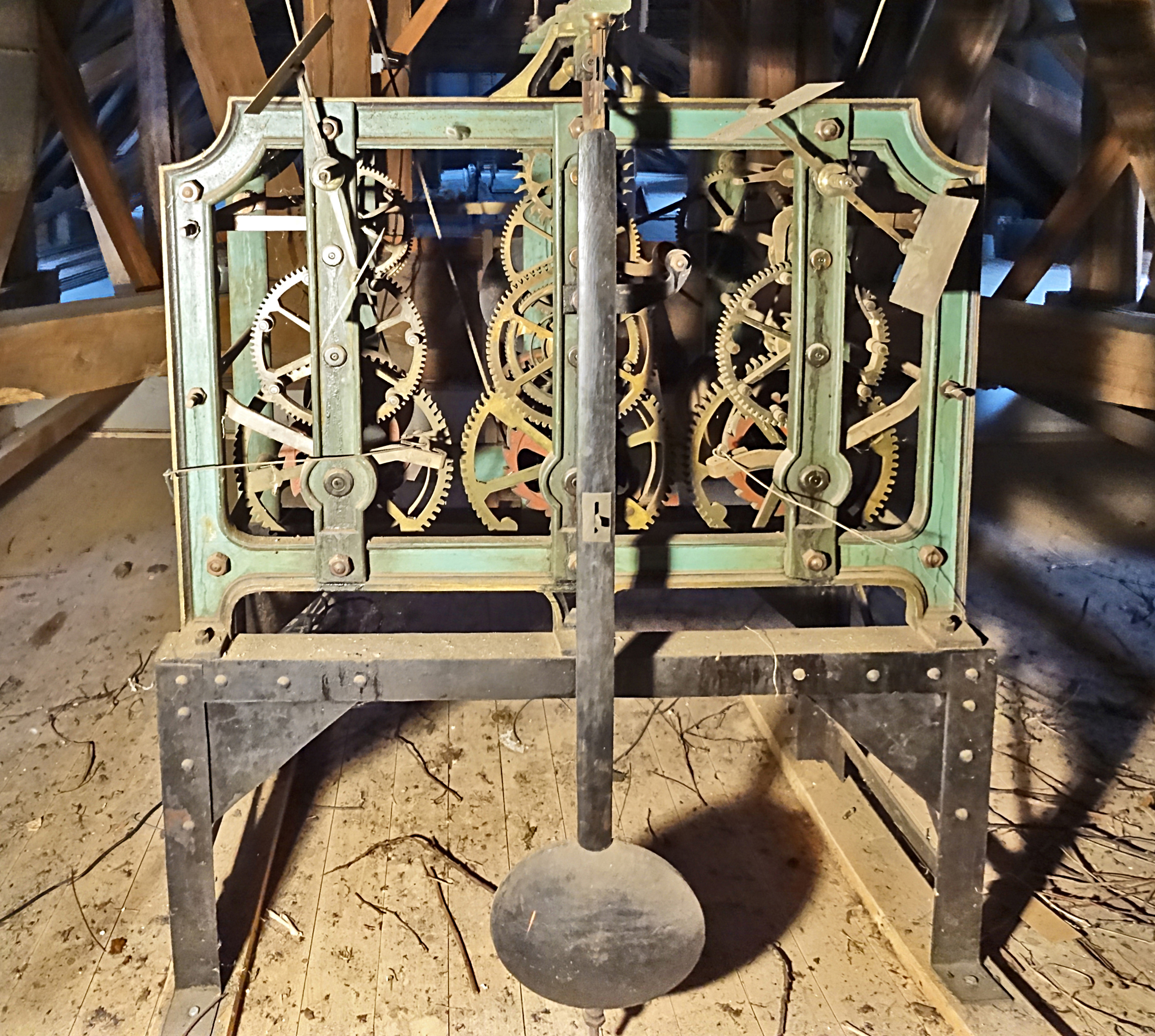
Uhrwerk in der Filialkirche St. Georg (Wollbrandshausen)

- 1869: Uhrwerk im Turm der St.-Martin-Kirche Markoldendorf
- 1884: Uhrwerk im Turm von St. Pankratius (Beuren, Eichsfeld)
- 1888: Turmuhr der ev. Kirche in Altenstädt, Landkreis Kassel; bis 1964 in Betrieb
- 1889: Turmuhr der ev. Kirche in Adorf, Landkreis Waldeck-Frankenberg; in Betrieb
- 1890: Turmuhr auf Rittergut Eckerde I der Familie von Heimburg in Eckerde, Region Hannover[10]
- 1891: Uhrwerk im Turm von St. Georg (Wollbrandshausen). Signatur und Datierung im gusseisernen Rahmen des Werks; jetzt funktionslos.
- 1892: Uhrwerk im Turm der Bernwardskirche in Groß Lafferde
- 1892: Uhrwerk im Turm der Stadtkirche Preetz[11]
- 1894: Uhrwerk im Turm von St. Katharinen, Martfeld. Signatur und Datierung im gusseisernen Rahmen des Werks; jetzt funktionslos.
- 1896: Turmuhr im Wasserturm auf Gut Bossee in Westensee bei Rendsburg, eingebaut von Robert Heyer[12]
- 1897: Uhrwerk im Turm der Dorfkirche Kirch Mummendorf (MV)
- 1898: Turmuhr der ev. Kirche in Eichenberg, Werra-Meißner-Kreis; außer Betrieb
- 1910: Uhr in der Michaeliskirche in Lüneburg[13]
- um 1911: Einbau in dem nach Plänen des Architekten Otto Haesler errichteten [heute „alten]“ Schulhauses im Ortsteil Bannetze von Winsen (Aller), Landkreis Celle[13]
- 1913: Einbau einer beim Sudenburger Uhrmachermeister Herrmann-Ernst Meyer in Auftrag gegebenen Turmuhr in St. Marien (Magdeburg-Sudenburg)[14]